# Ankara Şekerspor
L'Ankara Şekerspor Kulübü est un club turc de football basé à Ankara.

## Historique
- 1947 : fondation du club

## Parcours
- Championnat de Turquie : 1959-1963, 1964-1966, 1967-1969, 1972-1973, 1997-1998
- Championnat de Turquie D2 : 1963-1964, 1966-1967, 1969-1972, 1973-1992, 1994-1997, 1998-2003
- Championnat de Turquie D3 : 1992-1994, 2003-2005, 2006-2013
- Championnat de Turquie D4 : 2005-2006, 2013-2015